# Dolný tok Laborca
Dolný tok Laborca este o arie protejată (arie specială de conservare — SAC, sit de importanță comunitară — SCI) din Slovacia întinsă pe o suprafață de 97,37 ha, integral pe uscat.

## Localizare
Centrul sitului Dolný tok Laborca este situat la coordonatele 48°33′00″N 21°55′46″E / 48.549935°N 21.929407°E.

## Înființare
Situl Dolný tok Laborca a fost declarat sit de importanță comunitară în septembrie 2015 pentru a proteja 8 specii de animale. Situl a fost protejat și ca arie specială de conservare în octombrie 2017.

## Biodiversitate
Situată în ecoregiunea panonică, aria protejată conține 1 habitat natural: Păduri panonice cu Quercus petraea și Carpinus betulus.
La baza desemnării sitului se află mai multe specii protejate de  pești (8): avat (Aspius aspius), zvârluga (Cobitis taenia), Gymnocephalus baloni, răspăr (Gymnocephalus schraetzer), țipar (Misgurnus fossilis), boarță (Rhodeus sericeus amarus), Romanogobio albipinnatus, Rutilus pigus.